# Il libro della giungla - Il ballo della giungla
Il libro della giungla - Il ballo della giungla (The Jungle Book Groove Party o The Jungle Book Rhythm N'Groove) è un videogioco musicale, ispirato al film d'animazione Disney Il libro della giungla. Nel videogioco sono presenti molti dei personaggi del film, e molti brani tratti dalla colonna sonora come The Bare Necessities ed I Wanna Be Like You, oltre a nuovi brani scritti da Nicolas Maranda, anche arrangiatore di tutti i brani. Il gameplay del videogioco si rifà a quello della serie Dance Dance Revolution.

## Trama
Un bambino abbandonato di nome Mowgli,viene cresciuto dalla giungla ,ma un giorno deve tornare dalla sua specie perché è tornata la perfida tigre Shere Khan.